# Финал Кубка Англии по футболу 1926
Финал Кубка Англии по футболу 1926 года — 51-й финал Кубка Англии по футболу. В матче на стадионе «Уэмбли» встретились «Болтон Уондерерс» и «Манчестер Сити». Матч закончился со счётом 1:0 в пользу команды из Болтона, а решающий гол забил Дэвид Джек.

## Отчёт о матче
| Болтон Уондерерс | 1:0     | Манчестер Сити |
| ---------------- | ------- | -------------- |
| Джек 76′         | (отчёт) |                |

| Болтон Уондерерс | Манчестер Сити |